# Митицуна-но хаха
Митицуна-но хаха, мать Митицуна (яп. 右大将道綱母), также известная как Томоясу-но Мусумэ (Дочь Томоясу) — по имени её сына, ставшего впоследствии крупным чиновником и поэтом. Собственное имя писательницы не сохранилось. Является автором знаменитого дневника «Кагэро-никки» и причисляется к 36 лучшим поэтам эпохи Хэйан.

## Биография
Она родилась в 935 году в семье Фудзивара-но Томоясу, богатого чиновника, занимавшего в своё время пост губернатора провинций. Сама писательница называла его «скитальцем по уездам». Митицуна-но хаха считалась одной из трёх самых красивых женщин Японии своего времени.
В 954 году Митицуна-но хаха вышла замуж за Фудзивара-но Канэиэ (929—990), принадлежавшего к другой ветви клана Фудзивара, нежели её отец, — к ветви Сэкканкэ (Дом регентов и канцлеров), стоявшей на вершине пирамиды государственной власти. Она стала второй женой Канэиэ.

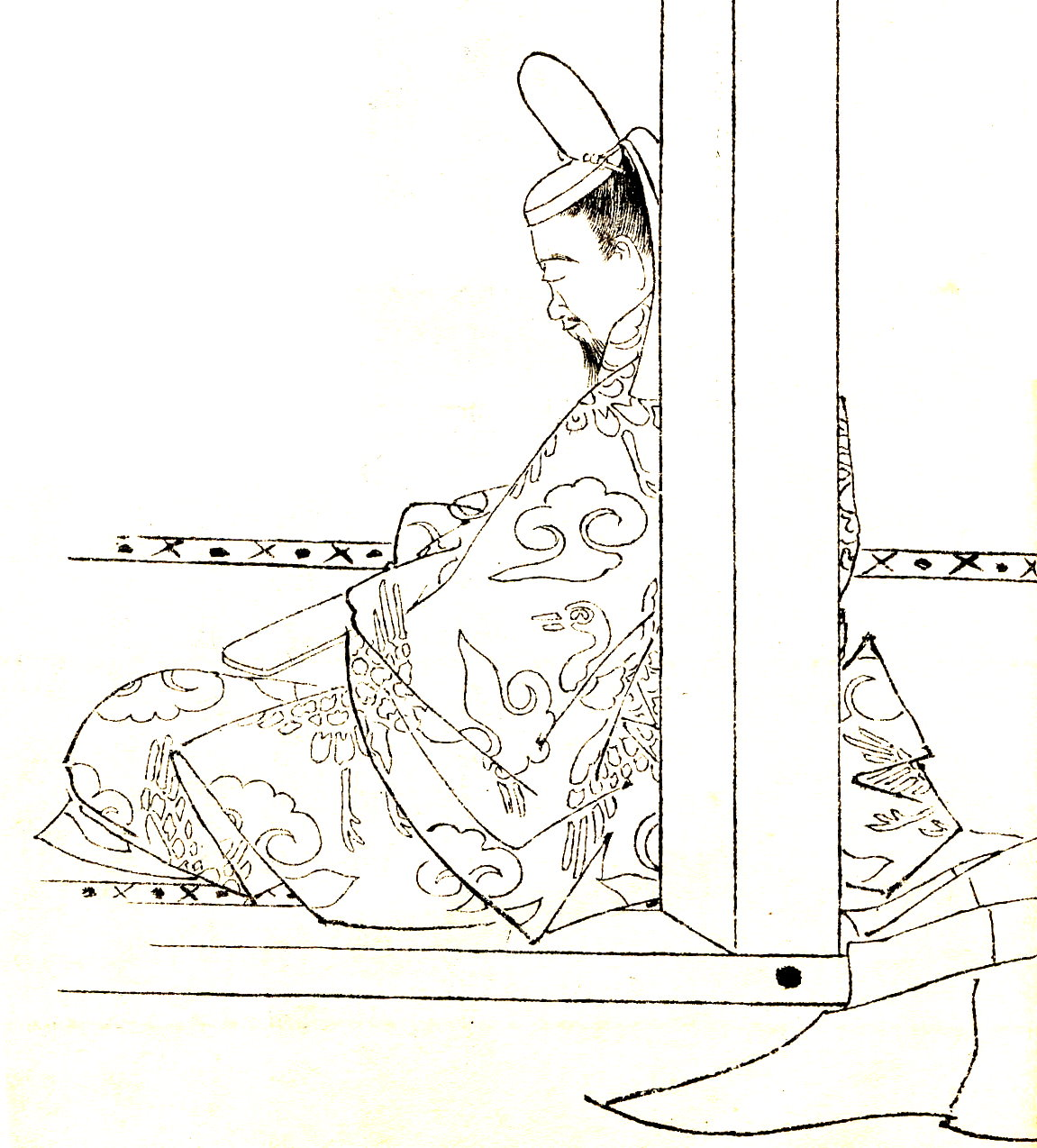
Портрет Фудзивара-но Канэиэ

В 955 году у неё родился сын (будущий Митицуна). Согласно дневнику Митицуна-но хаха, летом 964 года в её жизни начинается полоса неприятностей: сначала охлаждение отношений с Канэиэ, затем смерть матери, и, наконец, собственная тяжёлая болезнь. С 972 года Митицуна-но хаха всецело посвящает себя своему сыну, который поступает на службу ко двору императора. В 973 году писательница переезжает в загородный дом своего отца, расположенный в живописном месте, в долине реки Камогава.
В 974 году её ждёт новое испытание — заболевает оспой Митицуна. Дневник писательницы заканчивается на том, что сын выздоравливает. Также описывается подготовка празднования следующего Нового года.

«Смотрю — вот и праздник Душ усопших. Подошли к концу обычные нескончаемые воспоминания. Здесь — окраина столицы, поэтому, когда настала ночь, стали слышны удары в ворота…»— Митицуна-но хаха
Знаменитый дневник Митицунэ-но хаха опубликован на русском языке в переводе В. Марковой под названием «Дневник летучей паутинки» (буквально «Дневник подёнки» — яп. 蜻蛉日記) и в переводе В. Н. Горегляда под названием «Дневник эфемерной жизни». Дневник считается одним из первых произведений жанра японской поэзии, принявший форму дневника. Описание повседневной жизни, быта, погоды и событий перемежаются стихотворной перепиской писательницы с мужем Канэиэ, а также любовной перепиской её сына Митицуны с неизвестной дамой, также в стихах:
Я ирисы срывал,

И рукава мои

Совсем намокли —

Позвольте высушить их

Подле Ваших рукавов.

--- Митицуна Не знаю я о Ваших рукавах,

Об этих ирисах.

Не надо рукава сушить

Подле моих —

Мои здесь ни при чём

--- ответ Дамы